# Komedianci (film 1945)
Komedianci (fr. Les enfants du paradis) – francuski film z 1945 roku w reżyserii Marcela Carné, nakręcony podczas niemieckiej okupacji. Składa się z dwóch części trwających łącznie 3 godziny. W 1995 w sondażu przeprowadzonym wśród 600 francuskich krytyków i ludzi filmu uznany za najlepszy film w historii kinematografii francuskiej.

## Fabuła
Akcja toczy się w teatralnym świecie Paryża w czasie monarchii lipcowej (1830–1848). Przy bulwarze Temple, w którego okolicach często dochodzi do przestępstw, znajduje się teatr „Funambules”.
Centralną postacią jest piękna i charyzmatyczna kurtyzana Garance (grana przez Arletty). Czterech mężczyzn – mim Baptiste Debureau (Jean-Louis Barrault), aktor Frédérick Lemaître (Pierre Brasseur), złodziej Pierre François Lacenaire (Marcel Herrand) i arystokrata Édouard de Montray (Louis Salou) – jest zakochanych w Garance, ich intrygi są motorem opowieści. Garance przez krótki czas jest zaintrygowana i związana z każdym z nich, ale opuszcza ich, kiedy próbują ją zmusić do miłości na ich warunkach, a nie na jej własnych. Mim Baptiste cierpi najwięcej w pogoni za nieosiągalną Garance.

## Obsada
- Arletty jako Garance
- Jean-Louis Barrault jako Baptiste Deburau
- Maria Casarès jako Nathalie
- Pierre Brasseur jako Frédérick Lemaître
- Marcel Herrand jako Pierre François Lacenaire
- Pierre Renoir jako Jéricho
- Louis Salou jako hrabia Édouard de Montray
- Jane Marken jako Madame Hermine
- Fabien Loris jako Avril, ochroniarz Lacenaire’a
- Étienne Decroux jako Anselme Deburau
- Jacques Castelot jako Georges
- Albert Rémy jako Scarpia Barrigni
- Léon Larive jako dozorczyni teatru Funambules
- Pierre Palau jako zarządca teatru Funambules